# Garcia de Resende
Garcia de Resende (?, 1470 körül – Évora, 1536) portugál történész, költő. A portugál aranykor egyik legkiválóbb egyénisége volt.
Előbb II. János mellett szolgált mint a király öltöztetője, titkára és bizalmasa. Ura halálát követően is udvari alkalmazásban maradt, az 1495-ben trónra lépő I. Mánuel is bizalmával tüntette ki. Titkárként, kincstárnokként és diplomataként egyaránt szolgálta az uralkodót, tagja volt a X. Leó pápához menesztett portugál küldöttségnek is.
Korában mint költő, krónikás, illusztrátor, zenész és énekes egyaránt hírnevet vívott ki magának. Crônica del-Rei D. João II (portugál nyelven: II. János krónikája) nem szigorúan vett történelmi munka, inkább laza epizód- és anekdotagyűjtemény, amely elsősorban mint művelődéstörténeti adattár figyelemreméltó. Miscelânea e Variedade de Histórias (Vegyes és válogatott históriák) című verses emlékirataiban érdekes eseteket mesél el, valamint a kor szokásait kommentálja, bírálja. Trovas à Morte de D. Inês de Castro (Strófák Dona Inês de Castro halálára) című krónikás éneke a portugál irodalom e sokszor feldolgozott epizódját elsőként választja tárgyául. Ő volt a Cancioneiro Geral összeállítója.

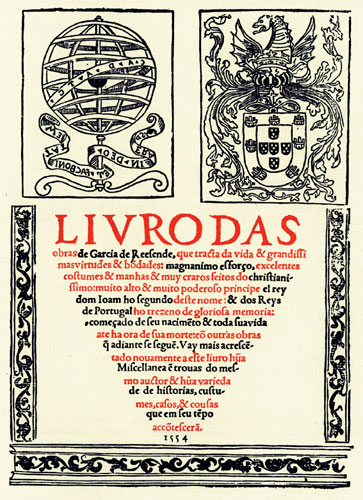
Garcia de Resende összegyűjtött munkáinak 1554-es kiadása